# Pseudosclerochloa kengiana
Pseudosclerochloa kengiana là một loài thực vật có hoa trong họ Hòa thảo. Loài này được (Ohwi) Tzvelev mô tả khoa học đầu tiên năm 2004.